# 임피 김씨
임피 김씨(臨陂金氏)는 전북특별자치도 군산시 임피면을 본관으로 하는 한국의 성씨이다.
시조 김한추(金漢樞)는 신라 경순왕의 후손으로, 고려의 평장사(平章事)로 임피군(臨陂君)에 봉해졌다.

## 참고 자료
- “임피김씨(臨陂金氏)”. 뿌리를 찾아서.[깨진 링크(과거 내용 찾기)]